# Eurynotia
Eurynotia é um género botânico pertencente à família Iridaceae.